# オペレーターズサイド
『オペレーターズサイド』（OPERATOR'S SIDE、米国版タイトルLifeline）は2003年1月30日にソニー・コンピュータエンタテインメントより発売されたPlayStation 2用ゲームソフト。
音声認識型ゲーム（ボイス・アクション・アドベンチャー）で、プレイするためにはUSB接続型のマイクが必要となる（ソフトにヘッドセットマイクを同梱したパッケージも販売された）。プレイヤーは、ゲーム中でオペレーターとなり、モニタールーム内よりモニター越しにヒロインであるリオに音声で指示を送り、彼女を導くと言う設定になっている。ゲーム中はマイクを通し「走れ・歩け」（移動の指示）や、「調べろ・見ろ」（行動の指示）、また敵との遭遇時は「撃て・リロード」（戦闘の指示）等の言葉を声で入力することにより、ヒロインを操作する。

## ストーリー
西暦2029年12月24日。JSL（日本宇宙航空）が完成させた宇宙ステーション内にあるホテルのオープンセレモニーの最中に、突然エイリアンらしき生命体の襲撃が始まった。恋人さやかと共にセレモニーに出席していた主人公は、突然の惨劇の中ただ逃げ惑うことしかできず、ふと気が付いた時はさやかともはぐれ、なぜかステーション内のモニタールームの中に倒れていた。
モニタールームは外からロックされていたため、外に出ることはできない。途方にくれた主人公がふと目の前に設置されたモニターを見ると、そこには拘置室に閉じ込められた一人の女性が映し出されていた。
女性の名はリオ。拘置室の扉は主人公の居るモニタールームから遠隔操作で開けることができた。拘置室から出たリオは主人公に、自分はこのホテルである物を探しておりそれの捜索に協力してほしいと持ち掛け、その代わりに道中で自分がさやかを探し出す事を提案する。主人公はこの交換条件を呑み以降二人は協力関係を結ぶ。モニタールームから出られない主人公の代わりにリオが手足となり、ステーション内の調査をする。主人公は目となりモニターで情報を収集し、リオに指示を送る。こうして二人によるステーション内の調査が始まった。

## 音声入力
このゲーム発売以前にも、音声入力タイプのゲームは発売されていた。『シーマン』や『ピカチュウげんきでちゅう』等があった。
直接コントローラーを操作するゲームとは異なり、ゲームソフト側で音声認識処理という段階を挟んで操作するため、ソフトがプレイヤーの音声を的確に認識しない限りゲームは進行できない。そのため、リアルタイムでの速やかな入力が必要とされるアクションゲームで音声入力システムを採用するのは難しいとされていた。
プレイヤーの発音や発声によっては、なかなか認識されないこともあり、ゲーム開始前のチュートリアル内で練習をすることによって、このゲーム向きの発声を確認させるシステムがあった。
同梱のヘッドセットマイクのほかにシーマイクコントローラーでの動作も可とされている。マイク感度はマイク機種によって違い、基本的には同梱版のマイクが良いとされている。

## 登場人物
リオ
声：鈴木麻里子
金髪碧眼ショートカットのヒロイン。ある目的のため、宇宙ステーションホテルでウェイトレスとして働いていた。モニターを通じ、主人公と協力して宇宙ステーションを調査する。
気は強く、初対面の化け物であるエイリアンに対してもハンドガンで果敢に立ち向かっていく。「ハートがない女で、恋をしたことがないの」と語る一方でノリも良く、ホテルの同僚女性と友人になっていた。
ワードを手に入れれば「セクシーポーズ」「山手線ゲーム」等のリクエストに応えてくれる。当初は黄色を基調としたウェイトレス制服を着ていたが、後半は救援部隊の装備を拝借している。
母親は日本人で、父親（声：楠見尚己）はドイツ人。パラケルススの子孫という設定になっている。
オペレーター
声："あなた"
主人公。恋人と共にホテルに招待された客の一人。なぜかモニタールームに閉じ込められていた。偶然知り合ったリオと協力し、ステーション内を調査する。離れ離れになった恋人さやかの行方を心配している。
コンソールやパネル類の操作や品物の参照等は出来るが、戦闘や物品の詳しい状態等は全てリオに任せるしかない状態にある。
ジョー･パワーズ
声：有本欽隆
宇宙ステーション内にある実験棟の研究主任。エイリアン襲撃後、大混乱の宇宙ステーション内にあって、彼一人は冷静に振舞っている。
アレン・オザワ
声：三木眞一郎
ジョー・パワーズの部下の研究員。太陽の間に隠れて死んだフリをしてエイリアンの目をごまかそうとしている。リオとの会話後も死んだフリを続けているが、傍にあるノートパソコンを取ろうとすると手を伸ばして阻止する。
鷹山総理（たかやま）
声：石塚運昇
ホテルの完成パーティーに招待されていた。月の間にて夫人（声：沢田敏子）とSPと共に隠れている。リオと合流して一応の無事が確認されても「ホテルの客が全員救助されるまで、シャトルには乗らない」と断言する。
鷺谷支配人（さぎたに）
声：大川透
宇宙ステーションホテルの支配人で、リオの上司。仕事においては有能な人物だが、言葉遣いの荒さから、人望は余り無い。
八目田隊長（やつめだ）
声：天田益男
救援部隊の隊長。総理は習志野の第一空挺団か警視庁のSATではないかと言っていたが、詳細は不明。救援部隊にしては重装備である。
武藤警備員（むとう）
声：森川智之
宇宙ステーションの警備員。融通の利かない性格で、謹厳実直すぎる彼の行動は、ほとんどの場合空回りばかりしている。密かに想いを寄せるリオの身を心配するあまり、彼女を拘置室に監禁する。
安藤玲子（あんどう れいこ）
声：相沢恵子
某テレビ局の看板アナウンサー。ホテルの取材に来ていた。
さやか
声：橘ひかり
主人公の恋人。二人で宇宙ステーションホテルのオープニングセレモニーに出席していて、事件に巻き込まれる。主人公と逸れてしまい行方不明になる。時折リオの通信に混線して彼女のものらしい音声が聞こえてくる。

## 探索
オペレーターである主人公は、部屋の中にいるリオに「話しかけて」替わりに探索して貰うというスタイルになっている。例えば「警備室」にいて「テーブル」の上に「コーヒーカップ」がある場合、「テーブル」と場所を指示して移動させ、その上にある物品から「コーヒーカップ」を指定するとそれを調べることになる。名称や状態が判明すると、□ボタンでその品物の情報を得られる。当初は物品の名称はわからず、調べられる物だけが画面上で明滅するアイコンが出ている。物品の名称がわからない状態でも、「緑色のもの」や「四角いもの」等のファジーな単語でその物品の名称を判明することができる。
品物によっては「飲んで」「取って」「読んで」等の派生アクションをさせることも可能で、書類等は読んでくれるが食べ物にはほとんど口を付けない。中には「右から二番目の取り出し口」や「一番左のロッカー」等、長めの単語で指定しないといけない場合がある。
リオのリアクションとしても、わからない場合は「ちゃんと指示してよ」と注文を付け、しばらく放置していると「ちゃんと見てるのかな〜？」「他のことしてるの？」等とたしなめられ、さらに放置していると体育座りで座り込み、ついには眠ってしまう。
探索の最中で「チップ」というアイテムを見つけた場合、入手枚数によってタイトル画面からミニゲームが遊べるようになる。
移動の状態には「歩き」「ゆっくり歩き」「走り」「止まる」等があり、これも指示することができる。例えば「ロッカーまで走れ」とすると、最初から走った状態でロッカーまで移動する。

## 戦闘
ステーションを探索していると、「エイリアン」とされている謎の怪生物と遭遇し、戦闘になる。当初はハンドガンで戦っているが、救援部隊の装備を入手するとマシンガンとランチャー（弾数式）で攻撃可能になる。ランチャー以外の武器は、弾数制限は無いが「リロード」の必要がある。敵はヒル型、イモムシ型、イカ型、カエル型等がおり、それぞれ弱点や攻撃方法が異なる。オペレーターには「口」「目玉」等の敵部位が画面下に表示されているので、それらを指示してリオに攻撃させることになる。リオからは積極的な攻撃等は一切せず、全てこちらの指示によって行動していく。リオのHPが無くなるとGAMEOVERとなる。
「撃て」でランダム位置に射撃、部位指定で直接射撃する他、「回避」（右避け・左避け・後ろ）、「逃げろ」（移動）、「回復」（ヒールカプセル消費）等の他、探索でスペシャルワードを見つけた場合、使用することも出来る。
またムービーだけで戦うクモ型エイリアン等もいる。

## ワード
探索の最中で見つけることができる「スペシャルワード」というものがある。「カメラチェック」「マイクチェック」等のシステム的要素のものや、「ローキック」「挑発」「ジャンプ」等、戦闘で使えるもの、中には「山手線ゲーム」「なんだとはなんだ」等の一見役に立ちそうにないミニゲームもあるが、これにはプレイヤーが勝利するとリオの体力を回復する効果がある。
また「相談」は探索中であればいつでも使えて「シナリオワード」というリストからリオに質問が出来る。これはシナリオの進行によって増えていくが、「どうしようか」だけは現状確認のために何度でも質問できる。
「こんにちは」「かわいいね」等の関係ない単語にも反応はするが、大抵は「どうも」「いまそんなことしてる場合じゃないでしょ」等とあしらわれてしまう。
医務室でその場にありそうなものや、ド忘れした武器名を当てたり、エレベーターでの会話等もある。

## 評価
シナリオやキャラクターに対する評価は高く、画面の中にいるゲームキャラクターと音声でリアルタイムにコミュニケーションをとれるタイプのゲームが珍しいこともあって、プレイヤーの反応は概ね好評だった。しかし、完全な会話形式での音声入力ではなく、短い単語を組合わせて入力する方式だった為、今ひとつヒロインとのコミュニケーションに感情移入できないとする意見もあった。また、入力されたプレイヤーの「声」に対するハード側の認識力に不満を持つ者もおり、特に敵との戦闘時等の切羽詰った状況で出した指示がなかなか認識されず、それにストレスを感じたプレイヤーも多く存在した。なお、『ファミ通』のクロスレビューで37点のプラチナ殿堂入りとなっている。